# Catalunya en Comú
Catalunya en Comú (sigles CAT EN COMÚ), conegut informalment com Comuns, és un partit polític català. Es va presentar el 19 de desembre de 2016 a Barcelona, en un acte on es va informar que el grup impulsor estava format per membres de Barcelona en Comú, ICV, EUiA, Podem, Equo i persones independents i amb el suport de noms com Ada Colau, Vicenç Navarro, Arcadi Oliveres, o Joan Subirats. El març de 2017 Podem es desvinculà del projecte de construcció d'un partit pròpiament dit, i al maig es va adoptar formalment el nom de Catalunya en Comú. Xavier Domènech va dirigir inicialment la formació com a coordinador general, fins que va renunciar al càrrec i fou substituït per Ada Colau, Ramón Arnabat i Candela López l'any 2018, sent Arbanat també substituït per Jèssica Albiach l'any 2019. Malgrat la no integració de Podem al nou partit, ambdues formacions s'han presentat en coalició als diferents comicis, sent els darrers les Eleccions al Parlament de Catalunya de 2021, amb el nom d'En Comú Podem-Podem en Comú.

## Història

### Context previ
Després de la crisi econòmica global de 2008, les mobilitzacions del 15-M i l'inici del procés independentista, diverses organitzacions polítiques van patir un daltabaix entre els seus electorats. Van sorgir noves organitzacions, noves confluències; i en les successives eleccions, especialment entre 2012 i 2016, diversos partits polítics van canviar el nom amb el qual concorrien a les eleccions. En el sector de l'esquerra, l'aparició de candidatures locals d'esquerres amb el nom d'En Comú o de Guanyem (com per exemple Barcelona en Comú) o la creació de la secció catalana de Podem, van fer que, en poc temps, es presentessin a les successives eleccions diversos projectes similars, amb bona part dels mateixos actors però noms diferents, com ara Catalunya Sí que es Pot i En Comú Podem. No totes aquestes coalicions tenien els mateixos equilibris de força i representativitat. La proposta inicialment anomenada Un país en comú va néixer en el context d'intentar organitzar aquesta complexitat.

### Constitució

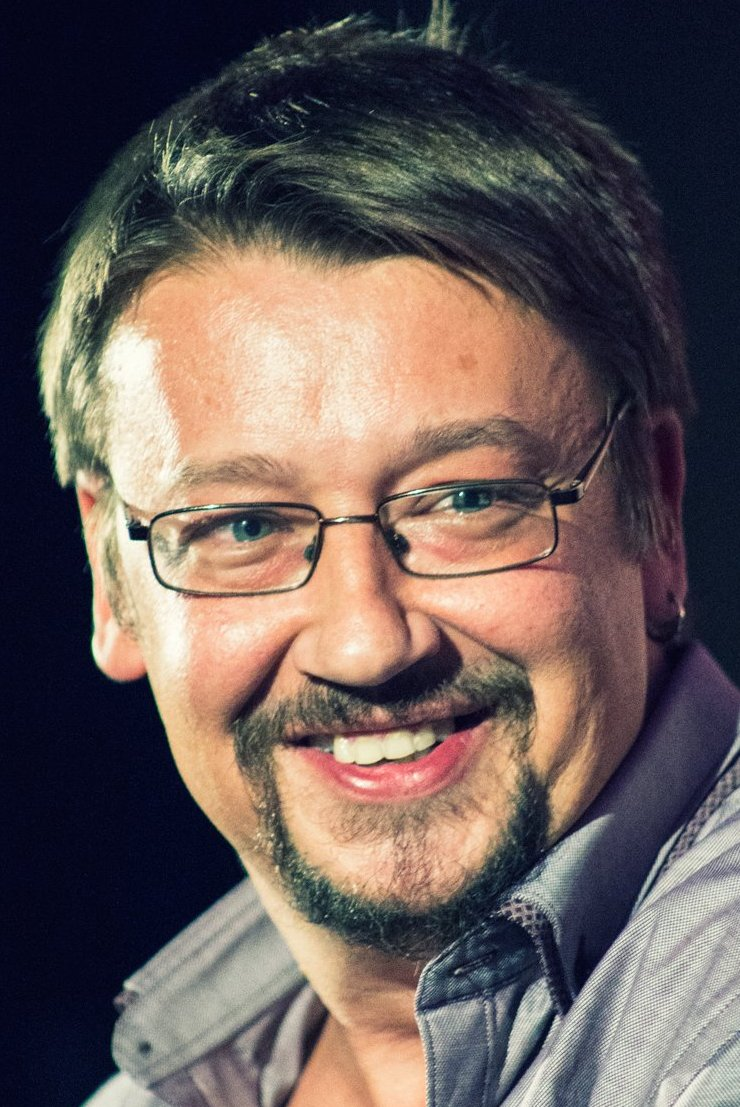
Xavier Domènech en una imatge de l'any 2015

El 19 de desembre de 2016 es va presentar un projecte polític amb la intenció d'aglutinar-hi una bona part de l'esquerra a Catalunya. Una de les personalitats que va intervenir a l'acte fou Xavier Domènech, diputat d'En Comú Podem al Congrés dels Diputats d'Espanya, qui va recordar que havien guanyat l'alcaldia de Barcelona i les dues darreres eleccions generals a Catalunya. Dins del grup inicial d'impulsors del projecte es trobaven Marta Ribas i David Cid (ICV), Joan Josep Nuet i Toni Salado (EUiA), Joan Giner i Àngels Martínez (Podem) i Toni Ribas (Equo), tot i que la llista s'allargava fins a la vuitantena de persones. Xavier Domènech n'actuà inicialment com a portaveu.
L'assemblea constituent de la nova formació es realitzà el 8 d'abril de 2017 i s'hi escollí la Direcció Transitòria, alhora que s'aprovaren els documents "Ideari polític: objectius i model de país" i "Principis d’ètica política i radicalitat democràtica". El 22 de maig de 2017 es van presentar els resultats de la consulta interna per escollir el nom definitiu de l'organització, que va ser Catalunya en Comú amb un 53,57% dels vots enfront d’En Comú Podem amb un 46,43%. La seva nova portaveu va ser Elisenda Alamany. Després d'un període de negociació, Podem va decidir no sumar-se al projecte, optant per fer tan sols coalicions electorals amb els Comuns, tot i que molts dels seus membres sí que en formen part a títol individual, com és el cas Jéssica Albiach o Marc Bertomeu.
El partit es debatre sobre com gestionar el tipus de militància, si seguir un sistema com el dels partits tradicionals, amb militants censats i que paguin quota, o com el de Podem, amb un registre telemàtic on els inscrits no paguen cap mena de quota per participar en els processos de presa de decisions. Tampoc s'havia decidit si a les assemblees hi haurà d'haver representació directa, com s'havia fet fins llavors, o bé delegada.

### Consolidació de la formació

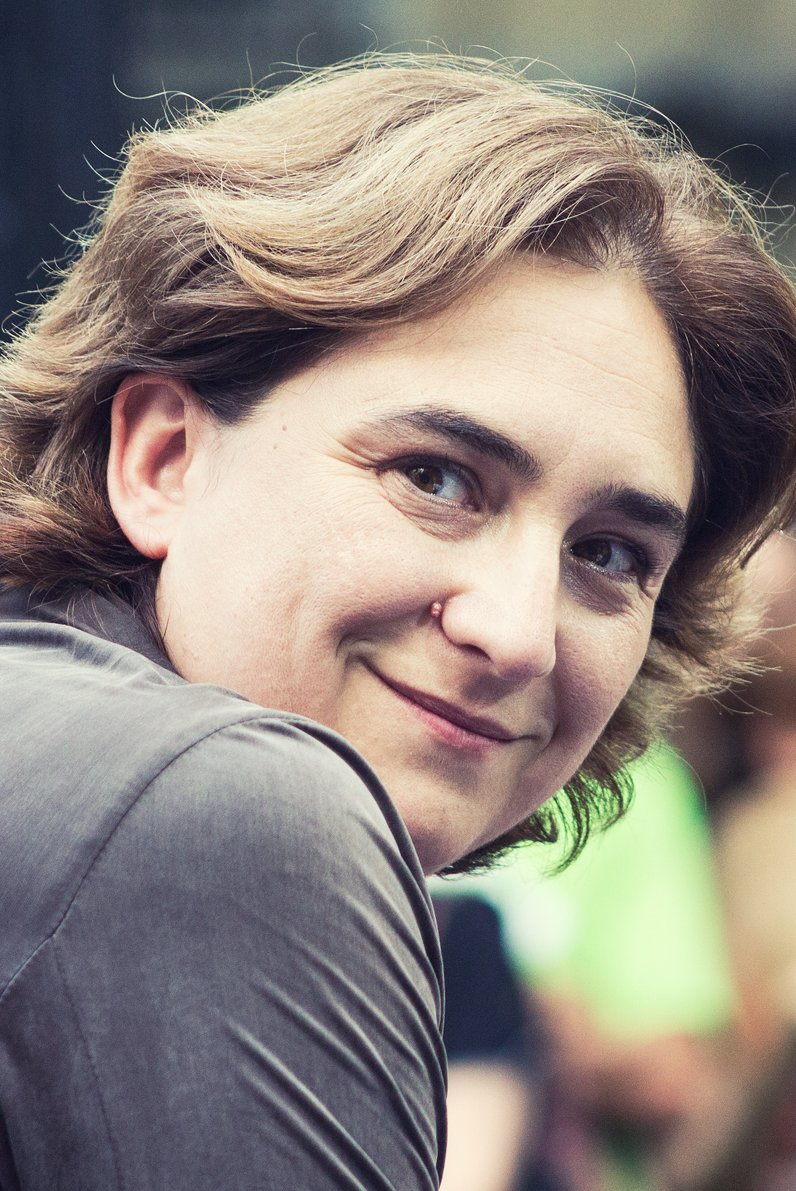
Ada Colau en una imatge de l'any 2015

El 8 de juliol de 2017, en una reunió de la coordinadora nacional del partit, es va aprovar un document on es va decidir donar suport al Referèndum sobre la independència de Catalunya de l'1 d'octubre, però sense considerar-lo vinculant però si una mobilització legítima pel dret a decidir. La celebració del referèndum, l'aplicació de l'article 155 de la Constitució espanyola i la convocatòria posterior d'eleccions al Parlament van forçar el partit a concórrer als comicis encara eren en procés de formació. A les eleccions al Parlament de Catalunya de 2017 es van presentar en coalició amb Podem, amb el nom de Catalunya en Comú-Podem, aconseguint 8 diputats.

### Direcció de Xavier Domènech i Ada Colau
L'abril del 2018 es van aprovar el codi ètic i la paritat a la direcció i, poc temps després en sorgí una cúpula liderada per Xavier Domènech i Ada Colau. Tanmateix, al mes de setembre i degut a qüestions personals, Domènech renuncià a tots els càrrecs polítics, tant al de co-coordinador de Catalunya en Comú com de secretari general de Podem a Catalunya i a l'escó al Parlament de Catalunya, on n'exercia de portaveu.

### Direcció d'Ada Colau, Candela López i Ramon Arnabat
Arrel de la renúncia de Domènech, fou elegida una nova direcció formada per Ada Colau, Candela López i Ramon Arnabat. El març del 2019, Catalunya en Comú expulsà el diputat Joan Josep Nuet després que aquest s'integrés a la llista d'Esquerra Republicana de Catalunya per a les eleccions generals del 28 d'abril, en les quals En Comú Podem - Guanyem el Canvi, que va ser el nom de la coalició, aconseguí 7 escons, resultats que gairebé repetiria a les noves eleccions avançades del mes de novembre. A les eleccions municipals de 2019, Catalunya en Comú va ser la segona força més votada a Barcelona darrera Esquerra Republicana de Catalunya, però Colau va revalidar l'alcaldia amb un pacte de govern amb el PSC i el suport extern de tres regidors de Barcelona pel canvi, entre ells Manuel Valls.

### Direcció d'Ada Colau, Candela López i Jéssica Albiach

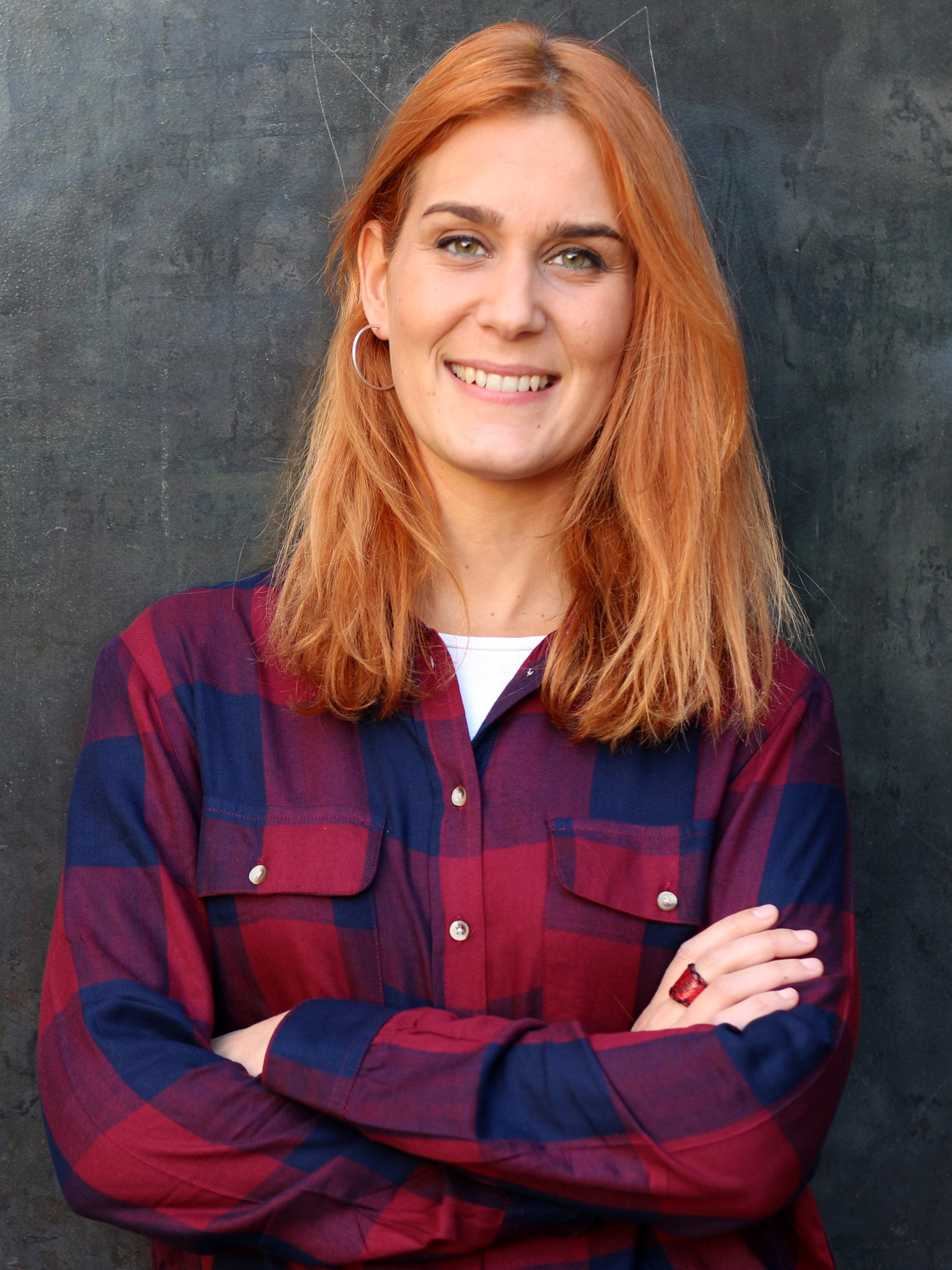
Jéssica Albiach en una imatge de l'any 2016

El desembre de 2019, Jéssica Albiach substitueix Ramon Arnabat i passa a ser també coordinadora de Catalunya en Comú, juntament amb Ada Colau i Candela López. Després de l'acord del PSOE amb Unides Podem i del Pacte dels Sis es va formar el 2 de gener del 2020 el primer govern de coalició des de la Segona República Espanyola format per membres del PSOE, d'Unides Podem i independents proposats per ambdós partits.
A les eleccions al Parlament de Catalunya de 2021 Jèssica Albiach també va ser la cap de llista dins de la coalició En Comú Podem-Podem en Comú, on van mantenir els 8 diputats. A les Eleccions municipals de 2023 a Barcelona, Ada Colau es va presentar a la reelecció per un tercer mandat i va quedar tercera amb nou regidors, perdent tota opció a mantenir l'alcaldia, i la seva formació i el Partit Popular van votar a favor del socialista Jaume Collboni i Cuadrado perquè no governés Xavier Trias, cadascun per motius diferents. A les eleccions generals espanyoles de 2023 va arribar a un acord de coalició amb Moviment Sumar, Podem, Esquerra Unida, Compromís, Més per Menorca, Més per Mallorca, Verdes Equo, Chunta Aragonesista, Més País, Més Madrid, Batzarre, Projecte Drago, Izquierda Asturiana i Iniciativa del Poble Andalús, perdent set diputats respecte la coalició Unides Podem, i en el govern de coalició que en sorgí en novembre de 2023, encapçalat per Pedro Sánchez, Ernest Urtasun fou nomenat ministre de Cultura del tercer Govern de Pedro Sánchez.

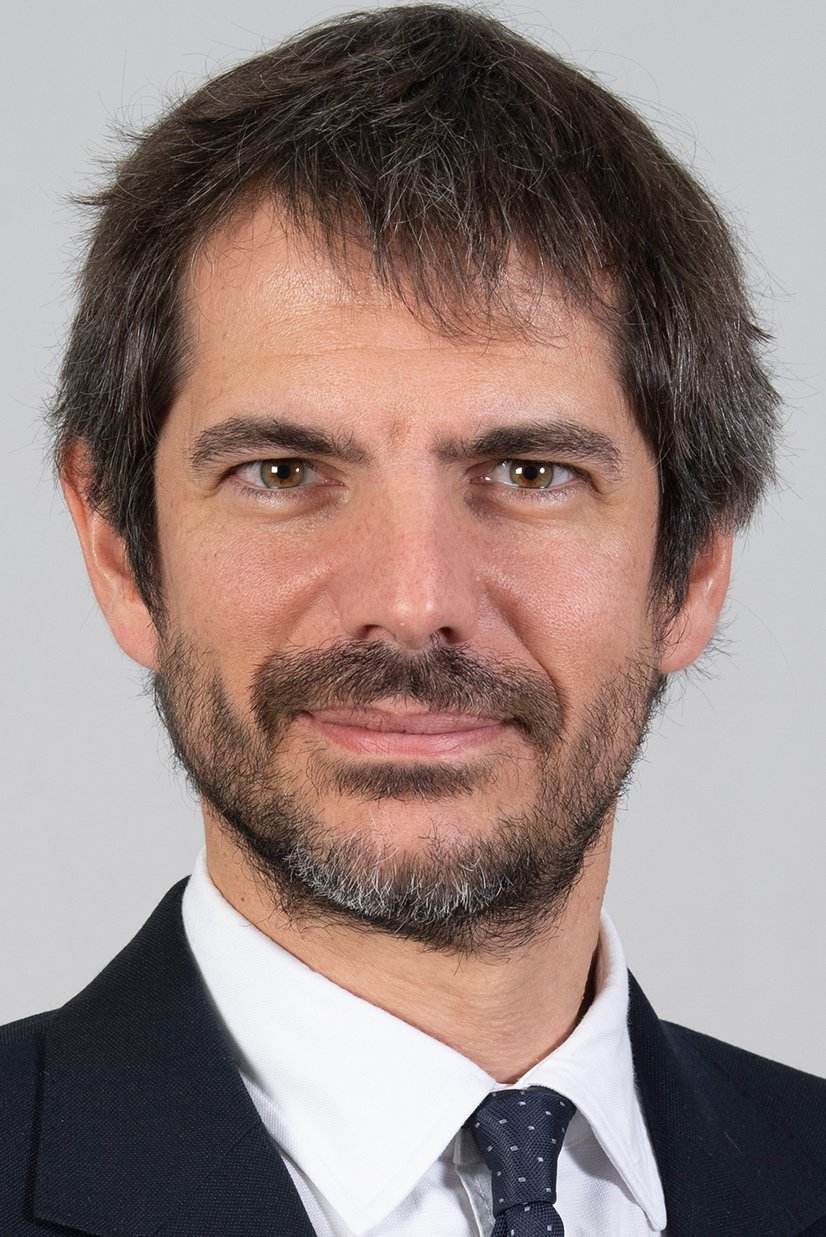
Ernest Urtasun, ministre de Cultura del Tercer Govern de Pedro Sánchez

La coalició En Comú Podem-Podem en Comú no es va repetir a les eleccions al Parlament de Catalunya de 2024 i mentre Jéssica Albiach encapçalaria la candidatura de Catalunya en Comú i Sumar, anomenada Comuns Sumar, Conchi Abellán ho faria amb la de Podem. Comuns Sumar va treure sis escons, dos menys que En Comú Podem-Podem en Comú en 2021.

### Direcció de Candela López i Gemma Tarafa
L'Assemblea Nacional de Catalunya en Comú del 16 i 17 de novembre de 2024 va renovar la seva direcció, amb un fort vot de càstic a la direcció sortint, proclamant com a coordinadores a Candela López, diputada al Congrés i exalcaldessa de Castelldefels, i a Gemma Tarafa, que va ser tinenta d'alcaldia de Barcelona amb Ada Colau, que encapçalaven l'única llista que es va presentar per rellevar la coordinació sortint d'Ada Colau, Jéssica Albiach i Candela López.

## Ideologia
Dins del seu ideari públic, Catalunya en Comú promou un model econòmic i ecològic basat en el bé comú, una societat justa i igualitària, un país fratern i sobirà, feminista i inclusiu. El partit defensa el dret a decidir i la realització d'un referèndum, si bé en una consulta d'aquest tipus donaria llibertat al seu electorat.

## Militància
Catalunya en Comú té militants, sinó inscrits que paguen una quota voluntària, i encara que no es pagui quota, els inscrits tenen els mateixos drets que la resta. En 2024 el partit comptava amb 12.000 inscrits a Catalunya.

## Executiva del partit (principals càrrecs en 2024)[27]
- Coordinació general: Candela López i Gemma Tarafa
- Portaveu: Gerardo Pisarello i Aina Vidal
- Secretaria de coordinació: Joan Mena
- Representació institucional: Jéssica Albiach i Ernest Urtasun

## Sentit Comú
El juny de 2022 es va crear la fundació Sentit Comú per reflexionar sobre feminisme, l'ecologisme, la justícia social i el municipalisme, sent prsidida per Joan Subirats fins que en novembre de 2023 Ada Colau va copresidir amb Subirats.